# Friedrich Georg Christian von Wichmann
Friedrich Georg Christian von Wichmann, auch kurz Georg von Wichmann (* 20. März 1779 in Celle; † 11. Oktober 1861 in Göttingen) war ein deutscher Offizier und Prinzenerzieher.

## Leben
Friedrich Georg Christian Wichmann war der zweite Sohn des Pastors und Pädagogen Christian Rudolf Karl Wichmann und seiner Frau Catharina Dorothea, geb. Lassius († 1806).
Er studierte Rechtswissenschaft, zunächst zweieinhalb Jahre an der Universität Göttingen, ab Oktober 1805 an der Universität Heidelberg. Nach Abschluss seiner Studien war er in der Verwaltung von Calenberg-Göttingen zur Zeit des Königreichs Westphalen tätig. Im September 1810 schloss er sich jedoch der King’s German Legion an. Zunächst als Fähnrich, ab 1812 als Leutnant im 1. Linien-Bataillon kämpfte er in den Feldzügen der Jahre 1811–1813 in Spanien, 1813 im südlichen Frankreich und 1814 in den südlichen Niederlanden, teils als Oberadjutant von General Carl von Alten. Im Februar 1814 wurde er vor Bayonne verwundet. 1815 nahm an der Schlacht bei Waterloo teil. Mit der Auflösung der Legion 1816 wurde ihm lebenslang eine half pay-Pension gewährt. Kurz darauf wurde er zum Hauptmann und Kompaniechef im Hannoverschen Garde-Grenadier-Regiment befördert. 1833 nahm er als Major seinen Abschied, weil er zu diesem Zeitpunkt keine Aussicht auf eine baldige Beförderung hatte.
In dieser Situation schlug ihn der hannoversche Oberhofmarschall Georg Christian von Wangenheim, den er seit dessen Schülertagen auf der väterlichen Celler Erziehungsanstalt kannte, 1835 dem Herzog Ernst I. von Sachsen-Coburg und Gotha als Gouverneur seiner beiden Söhne der Prinzen Ernst und Albert von Sachsen-Coburg und Gotha von Sachsen-Coburg und Gotha vor. Ernst II. akzeptierte diesen Vorschlag, und Wichmann wurde mit Dekret vom 20. Februar 1836 zum sachsen-coburgischen Oberstleutnant à la suite und Adjutanten des Herzogs ernannt sowie in den Adelsstand erhoben. Am 18. August 1836 erfolgte die königlich hannoversche Anerkennung von Adel und Rang. Seine Aufgabe als Gouverneur war die Beaufsichtigung der Prinzen und die Verwaltung ihrer Finanzen während ihrer Studien, erst in Brüssel, dann in Bonn; die inhaltliche Verantwortung lag bei ihrem langjährigen Erzieher Johann Christoph Florschütz als Studiendirektor. Wichmann unterrichtete allerdings die Prinzen in Militärdingen.
Bei der Verabschiedung aus dem herzoglichen Dienst wurde Wichmann am 18. Oktober 1838 zum Oberst ernannt. Seinen Ruhestand verlebte er erst in Elfenau bei Bern, dem Haus von Juliane von Sachsen-Coburg-Saalfeld, dann kurz in Hannover und ab 1844 in Göttingen. Er blieb unverheiratet.

## Auszeichnungen
- Guelphenorden, Ritter (1815)
- Leopoldsorden (Belgien), Ritter
- Herzoglich Sachsen-Ernestinischer Hausorden, Ritter
- Waterloo-Medaille
- Kriegsdenkmünze für Freiwillige der Königlich Großbritannisch Deutschen Legion
- Military General Service Medal mit 5 Spangen: Ciudad Rodrigo, Vittoria, St. Sebastian, Nivelle, Nive[9]